# ヘレン・ケラー学院
ヘレン・ケラー学院（へれん・けらーがくいん）は、東京都新宿区大久保にある視覚障害者のための専修学校。社会福祉法人東京ヘレン・ケラー協会が運営。

## 概要
戦前から視覚障害者を教育していた東京同愛盲学校を母体として1948年のヘレン・ケラー来日を記念し2年後の1950年、身体障害者福祉法施行の年に厚生省認可の養成学校として設立。1986年に専修学校の認可を受ける。中学校卒業以上の高等課程（5年制）と高等学校卒業以上の専門課程（3年制）の2コースがある。あん摩マッサージ指圧師、はり師、きゅう師（あはき業）になる視覚障害者のための鍼灸養成施設だが、中途視覚障害者の教育にも力を入れている。
東京都および埼玉県には同校入学の際に授業料・教材費を助成する委託生制度がある。
2021年、創立70周年を機に「少子高齢化」「視覚障害の原因となる疾病の予防と治療の進歩」「視覚障害者の職種拡大と、晴眼者のあはき業への進出」を理由に新入生の募集を停止することを決めた。

## 課程一覧
- 高等課程（修業年限5年）
- 専門課程（修業年限3年）

## 最寄駅
- 東京メトロ副都心線「西早稲田駅」2番出口から徒歩2分。

## 著名な人物
- 和田秀豊（東京同愛盲学校時代の校長）
- 鈴木彪平（東京同愛盲学校時代の教員）